# Карпенко Віктор Олександрович (Герой Радянського Союзу)
Ві́ктор Олександро́вич Карпе́нко (1923–1943) — старший лейтенант Робітничо-селянської Червоної армії, учасник Німецько-радянської війни, Герой Радянського Союзу (1943).

## Біографія
Народився 28 липня 1923 року в селі Кочерів (нині — Радомишльський район Житомирської області України).
У 1938 році він закінчив середню школу, а в 1940 році — Київське технічне училище, після чого працював помічником майстра на авіаційному заводі. У 1941 році Карпенка призвали на службу в Робітничо-селянську Червону армію. У 1942 році він закінчив Київське військове піхотне училище. З того ж року — на фронтах Німецько-радянської війни, двічі був поранений. До осені 1943 року старший лейтенант Віктор Карпенко командував кулеметною ротою 1281-го стрілецького полку 60-ї стрілецької дивізії 65-ї армії Центрального фронту. Відзначився під час битви за Дніпро .
Рота Карпенка у складі передового десантного загону переправилася через Дніпро на південь від селища Лоєв Лоєвського району Гомельської області Білоруської РСР і взяла активну участь у захопленні й утриманні плацдарму на його західному березі. 18 жовтня 1943 року Карпенко, виявивши противника, повів своїх солдатів в атаку, захопив панівну висоту й закріпився на ній. Німецькі війська зробили дві контратаки за підтримки артилерії і танків, але всі їх відбито. У бою загинули всі бійці роти Карпенка, в результаті чого він залишився один. Проте Карпенко й далі вів вогонь по противнику до підходу основних сил. В останні хвилини бою його вбито. Похований у селищі Радуль Ріпкинського району Чернігівської області України .
Указом Президії Верховної Ради СРСР від 30 жовтня 1943 року за «форсування Дніпра і виявлені при цьому мужність і відвагу» старший лейтенант Віктор Карпенко посмертно був удостоєний високого звання Героя Радянського Союзу. Також був нагороджений орденами Леніна і Червоної Зірки.
На честь Карпенка названа вулиця в Радомишлі.